# Pechory

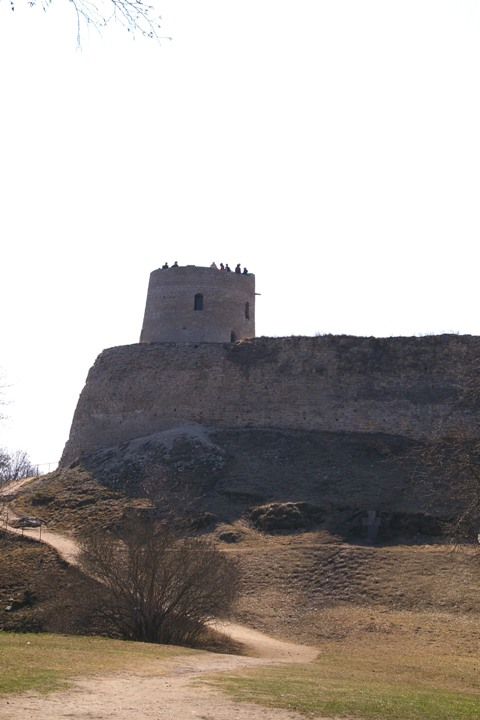
Fortaleza medieval russa em Pechory

Pechory (em russo:  Печоры; estoniano e seto: Petseri) é uma cidade do oblast de Pskov, Rússia. De acordo com o censo de 2002, a cidade possuía 13.056 habitantes, incluindo algumas centenas de estonianos étnicos.